# Горки (Выборгский район)
Горки — посёлок в Первомайском сельском поселении Выборгского района Ленинградской области.

## Название
Сохранилось старое наименование населённого пункта.
В 1948 году деревня Горки официально была переименована в Мухино, но позднее это название было перенесено на посёлок Мухино, расположенный у платформы 63-й километр.

## История

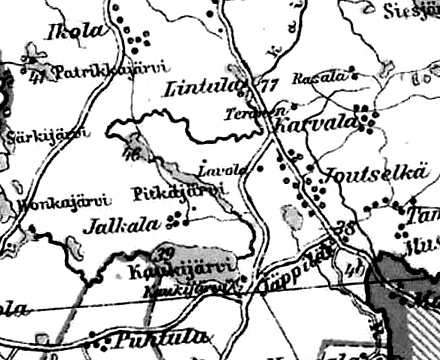
Озеро Питкаярви на финской карте 1923 года

До 1939 года, расположенный к северу от озёр Питкаярви и Каукъярви, дачный посёлок с русским населением Горки входил в состав волости Кивеннапа Выборгской губернии Финляндской республики.
Согласно данным 1966, 1973 и 1990 годов посёлок Горки входил в состав Первомайского сельсовета.
В 1997 году в посёлке Горки Первомайской волости проживали 5 человек, в 2002 году — 3 человека (один русский и два татарина).
В 2007 году в посёлке Горки Первомайского СП проживали 2 человека, в 2010 году — вновь 3 человека.

## География
Посёлок располагается в южной части района на автодороге 41А-085 «Магистральная».
Расстояние до административного центра поселения — 5 км. 
Расстояние до ближайшей железнодорожной станции Рощино — 10 км. 
Посёлок находится на северном и западном берегах озера Ильичёвское. Через посёлок протекает река Птичья.

## Демография
| 2007 | 2010 | 2017 | 2021 |
| ---- | ---- | ---- | ---- |
| 2    | ↗3   | ↗4   | ↗6   |

## Улицы
Озёрная, Сосновая.